# IC 5226
IC 5226 — галактика типу SBc () у сузір'ї Південна Риба.
Цей об'єкт міститься в оригінальній редакції індексного каталогу.